# Badia de Subic
La badia de Subic és una badia a la costa oest de l'illa de Luzón, a les Filipines, 100 km al nord-oest de la badia de Manila. Anteriorment era una important base naval estatunidenca; ara és la ubicació d'una àrea industrial i comercial coneguda com a Subic Bay Freeport Zone, sota la Subic Bay Metropolitan Authority.
A la base naval estatunidenca hi va néixer l'actor Lou Diamond Phillips.